# Salich Batyjew
Salich Gilimchanowicz Batyjew (ros. Салих Гилимханович Батыев, ur. 11 listopada?/24 listopada 1911 we wsi Nowo-Diumiejewo w guberni ufijskiej, zm. 7 grudnia 1985) – przewodniczący Prezydium Rady Najwyższej Tatarskiej ASRR (1960-1983).
W latach 1930–1933 studiował w Kazańskim Instytucie Finansowo-Ekonomicznym, od 1932 w WKP(b), propagandzista rejonowego komitetu WKP(b) w Baszkirskiej ASRR, od 1933 pomocnik szefa wydziału politycznego stanicy maszynowo-traktorowej w Tatarskiej ASRR, sekretarz rejonowego komitetu Komsomołu. Do 1936 kierownik wydziału Tatarskiego Komitetu Obwodowego Komsomołu, od 1937 wykładowca fakultetu robotniczego przy Kazańskim Instytucie Chemiczno-Technologicznym, później lektor Tatarskiego Komitetu Obwodowego WKP(b). Od 1943 zastępca przewodniczącego Rady Komisarzy Ludowych Tatarskiej ASRR, 1947-1950 studiował w Wyższej Szkole Partyjnej przy KC WKP(b), od 1951 do czerwca 1957 sekretarz Tatarskiego Obwodowego, później Krajowego, następnie ponownie Obwodowego Komitetu WKP(b)/KPZR, od czerwca 1957 do 28 października 1960 II sekretarz Tatarskiego Komitetu Obwodowego KPZR, od 29 października 1960 do 8 czerwca 1983 przewodniczący Prezydium Rady Najwyższej Tatarskiej ASRR. Deputowany do Rady Najwyższej Tatarskiej ASRR 1945-1951 i 1955-1985), Rady Najwyższej RFSRR (1967-1980; zastępca przewodniczącego Prezydium Rady Najwyższej RFSRR) i Rady Najwyższej ZSRR (1958-1966).

## Odznaczenia
- Order Rewolucji Październikowej
- Order Czerwonego Sztandaru Pracy (trzykrotnie)
- Order „Znak Honoru”

I medale.